# Руссау, Александр Александрович
Александр Александрович Руссау (1834—1896) — генерал-майор русской императорской армии.

## Биография
Родился 13 (25) февраля 1834 года в местечке Ужвальд военного поселения 1-й саперной бригады в семье военного, впоследствии полковника, Александра-Фердинанда Карловича Руссау; мать — Юлия, урождённая фон Майер.
Воспитывался в Дворянском полку, откуда был выпущен 16 мая 1854 года в 1-й Лейб-драгунский Московский Его Величества полк и принял участие в Крымской войне; 27 ноября 1857 года командирован в стрелковую офицерскую школу, где произведён в поручики 18 мая 1858 года. С 1859 года заведовал фуражной частью; с 8 апреля 1859 года — штабс-капитан; 4 января 1861 года был командирован в переменяющийся отдел офицерского кавалерийского училища в Елисаветграде; переведен 20 ноября 1861 года в резервный дивизион; капитан с 6 мая 1862 года. Участвовал в подавлении польского восстания. Был назначен командиром резервного эскадрона 12 мая 1863 года; 9 мая 1863 года разбил отряд Станкевича у м. Тришки в Ковенской губернии и за отличие был пожалован в майоры.
С 9 января 1867 года — подполковник, с 22 июня 1872 года — полковник. Участвовал в русско-турецкой войне 1877–1878 гг. В 1879 году за 25 лет беспорочной службы был награждён орденом Св. Владимира с бантом.
Был женат на дочери чиновника Софье Фёдоровне Фишер. В декабре 1873 года был внесён во II-ю часть дворянской родословной книги Рязанской губернии — имел 337 десятин земли в селе Бордаково Спасского уезда и в селе Карповское Пронского уезда.
В начале 1880-х годов командовал 12 Ахтырским гусарским полком. В 1883 году руководил подавлением крестьянских волнений в Киевской губернии. Полковник Руссау действовал, по отзыву начальника Киевского жандармского управления, «в высшей степени энергично, смело, умело и решительно», производя экзекуции, которые особо большие размеры приняли в селе Малые Ольшаны Звенигородского уезда. Прибыв в село Толстое, Руссау заявил крестьянам: «…я пришел к вам с нагайками, и если не повинитесь, то будет то же, что и в Ольшанах». Тем не менее, он не допустил кровопролития, что редко удавалось при применении войск в таких случаях.
Вместе с производством в генерал-майоры 7 мая 1884 года был назначен командиром 2-й бригады 6-я кавалерийской дивизии. В начале следующего года вышел в отставку и вскоре приобрёл фольварк Закревщина  (бел.), рядом с Житомлей. В том же году он был избран предводителем дворянства Гродненского уезда. Кроме того, Руссау был председателем съезда мировых посредников, председателем комитета общественного здравия, возглавлял уездную санитарную комиссию, а также комиссию по составлению очередных списков присяжных заседателей. С 1892 года — член Гродненского уездного отделения Литовского епархиального училищного совета.
Скончался 6 (18) октября 1896 года и был похоронен на Гродненском воинском кладбище, основанном при его участии. Через несколько лет над местом его захоронения женой, сослуживцами, товарищами и коллегами по гражданской деятельности, а также членами лютеранской общины Гродно была воздвигнута часовня, которую А. Н. Кулагин относит к памятникам архитектуры ретроспективного готического стиля.

## Награды
- орден Св. Станислава 3-й ст. (17.04.1861)
- орден Св. Станислава 2-й ст. (3.11.1869)
- орден Св. Анны 2-й ст. (1877)
- орден Св. Владимира 4-й ст. с бантом (1879)
- орден Св. Владимира 3-й ст. (1882)